# Kuala Selangor
Kuala Selangor is een stad en gemeente (majlis daerah; district council) in de Maleisische deelstaat Selangor.
De gemeente telt 205.000 inwoners en is de hoofdplaats van het gelijknamige district.